# Nasilje među djecom i mladima
Nasiljem među djecom i mladima smatra se svako namjerno fizičko ili psihičko nasilno ponašanje usmjereno prema djeci i mladima od strane njihovih vršnjaka učinjeno s ciljem povrjeđivanja, a koje se, neovisno o mjestu izvršenja, može razlikovati po obliku, težini, intenzitetu i vremenskom trajanju i koje uključuje ponavljanje istog obrasca i održava neravnopravan odnos snaga (jači protiv slabijih ili grupa protiv pojedinca).:3.

## Definicija
Nasiljem među djecom i mladima smatra se osobito: 
- namjerno uzrokovani fizički napad u bilo kojem obliku, primjerice udaranje, guranje, gađanje, šamaranje, čupanje, zaključavanje, napad različitim predmetima,[5]:3. pljuvanje i slično bez obzira da li je kod napadnutog djeteta nastupila tjelesna ozljeda,[5]:4.
- psihičko i emocionalno nasilje prouzročeno opetovanim ili trajnim negativnim postupcima od strane jednog djeteta ili više djece. Negativni postupci su: ogovaranje, nazivanje pogrdnim imenima, ismijavanje, zastrašivanje, izrugivanje, namjerno zanemarivanje i isključivanje iz skupine kojoj pripada ili isključivanje i zabranjivanje sudjelovanja u različitim aktivnostima s ciljem nanošenja patnje ili boli, širenje glasina s ciljem izolacije djeteta od ostalih učenika, oduzimanje stvari ili novaca, uništavanje ili oštećivanje djetetovih stvari, ponižavanje, naređivanje ili zahtijevanje poslušnosti ili na drugi način dovođenje djeteta u podređeni položaj, kao i sva druga ponašanja počinjena od djeteta i mlade osobe (unutar kojih i spolno uznemiravanje i zlostavljanje) kojima se drugom djetetu namjerno nanosi fizička i duševna bol ili sramota.[5]:4.

## Nasilništvo
Nasilništvo podrazumijeva 6 definirajućih činitelja: namjera da se nanese ozljeda ili šteta; intenzitet i trajanje; moć nasilnika; ranjivost žrtve; manjak podrške; posljedice.:3.

## Normalni sukob vršnjaka
Normalni sukob vršnjaka ima sljedeća obilježja: ne postoje elementi navedeni za nasilništvo; djeca ne insistiraju da mora biti po njihovom po svaku cijenu; mogu dati razloge zašto su u sukobu; ispričaju se ili prihvate rješenje da nitko nije pobijedio; slobodno pregovaraju da bi zadovoljili svoje potrebe; mogu promijeniti temu i otići iz situacije.:3.

## Bullying
Nasilničko ponašanje djece (bullying) razlikuje se od jednokratnih incidenata i dječjih svađa ili tučnjava, jer se radi o ponašanju koje obilježava agresivno ponašanje kojim se namjerno nekome čini zlo, ponavljanje tijekom određenog vremena, neravnopravan odnos snaga (jači protiv slabijeg ili grupa protiv pojedinca). Nasilje i zlostavljanje uključuje različita ponašanja: verbalno (dobacivanje, izrugivanje, omalovažavanje, prijetnje), socijalno (izbjegavanje, ignoriranje, isključivanje iz aktivnosti, ogovaranje i širenje zlobnih tračeva), psihološko (oštećivanje imovine, krađa i bacanje stvari, prijeteći pogledi, praćenje) i tjelesno (guranje, rušenje, udarci).:4.

## Prepoznavanje vršnjačkog nasilja
Žrtve se često boje otići u školu (ili koju drugu odgojno-obrazovnu ustanovu) i iz nje, odbijaju ići tamo, žale se da su bolesni da bi mogli ostati kod kuće ili markiraju iz škole, a za izbjeći nasilnike znaju promijeniti uobičajeni put prema školi ili moliti roditelje da ih odvezu. Znak izraženijih fizičkih napada je kad žrtve najednom dolaze kući redovno s potrganom odjećom, oštećenim školskim knjigama ili bez svojih stvari. Može se primijetiti neobjašnjive modrice, ogrebotine i porezotine. Ako nasilnik od žrtve traži novac, odjednom kod djece žrtava "nestaje" novac koji su im roditelji dali za ručak ili džeparac, pa ponekad žrtve se vraćaju kući izgladnjeli jer im je uzet novac za ručak. Žrtve nestanak novaca često "opravdavaju" riječima da su ga „izgubili“. U gorem slučaju žrtva radi izbjegavanja neugode i udovoljavanja nasilniku sve češće traži novac od roditelja ili čak krade. U školi ta djeca žrtve nerijetko sama provode odmor, a da to prijateljima iz razreda nije neobično i nisu zabrinuti zbog toga. Kod eskaliranog oblika (strah drugih vršnjaka da se to njima ne dogodi, strah drugih vršnjaka koje je zlostavljač zastrašio ili u najgorem obliku krug zlostavljača se proširio na cijelu sredinu) nasilja, vršnjaci iz razreda ih ne biraju u grupnim športovima. Nastavnici mogu primijetiti da dijete češće traži njihovu blizinu, nesigurnost i uznemirenost ako učenik treba izaći pred ploču, odnosno pred razred.

## Posljedice
Zbog osjećaja bespomoćnosti i straha često je neprijavljivanje nasilja. Žrtve često odbijaju govoriti o tome što nije u redu, uključujući i kad ih se pita što je. Često govore nevjerojatna objašnjenja i isprike za ono što nas zabrinjava. Vrlo je bitno pri pristupu žrtvi uvažiti njene strahove i pratiti njen tempo, pružajući joj za to vrijeme razumijevanje, ohrabrenje i podršku koji će joj olakšati dijeljenje svoje priče s nama.
Zbog svakodnevna suočavanja sa strahom i neizvjesnošću na mjestu koje bi trebalo biti mjesto ugodna druženja s vršnjacima a koje se pretvorilo u suprotnost, javlja se kronično izostajanje iz škole ili otpor odlasku u školu. Uspjeh u školi nerijetko slabi. Boravak na takvom nesigurnom i neprijateljskom mjestu ispunja žrtvu strahom, nesigurnošću, tugom, usamljenošću i osjećajem bespomoćnosti. Žrtva je povučenija nego što bi bila, ako bi uopće bila povučena. Posljedica je to gubitka samopoštovanja, odnosno osjećaja manje vrijednosti i samokritičnosti. Žrtva ne nalazi na potporu u sredini, pa se osjeća usamljeno i napušteno, jer nasilnici žrtvu često nastoje izolirati i izdvojiti od društva. Žrtva gubi vjeru da se nešto doista može promijeniti. Kod dugotrajno pretrpljenog nasilja, javljaju se psihosomatski simptomi pa se žrtva može početi žaliti na glavobolju, bolove u trbuhu ili leđima, vrtoglavicu ili imati poteškoće sa spavanjem. Žrtva je rastuće nesigurna u sebe, anksiozna, napeta, depresivna ili čak agresivna prema drugima. Događaju se promjene u svakodnevnim rutinama, pa n.pr. dijete ili mlada osoba može prestati jesti, imati poteškoća sa spavanjem ili noćne more. Kod težih oblika vršnjačkog nasilja kod žrtava se javlja samoranjavanje, prijetnja samoubojstvom ili čak pokušaj samoubojstva.
Posljedice vršnjačkog nasilja utječu na žrtvin život i u kasnijim fazama života, uključujući odraslu dob. Moguće je niže samopoštovanje, osjećaj nemoći da se zauzmu za sebe, osjećaj da svijet nije sigurno mjesto, naučena bespomoćnost te ljutnja i ogorčenost na svijet. Žrtve su sklonije anksioznosti, depresiji, poremećajima pažnje i poremećajima prehrane.

## Obveze državnih ustanova
U slučaju prijave ili dojave o nasilju, zadužena stručna u odgojno-obrazovnim ustanovama za to područje obvezna je spriječiti to nasilje, obavijestiti roditelje djeteta žrtve ili zakonske zastupnike djeteta žrtve, i obavijestiti ih o svemu u svezi sa slučajem, razgovarati s djetetom žrtvom nasilja, sprovesti liječničku intervenciju ako je potrebno i sačekati liječnikovu preporuku o daljnjem postupanju i dolazak djetetovih roditelja ili zakonskih zastupnika, savjetovati roditelje žrtve o mogućim oblicima savjetodavne i stručne pomoći djetetu, također obaviti razgovor s djetetom nasilnikom i njegovim roditeljima ili zakonskim zastupnicima, upoznati ih s neprihvatljivošću takva ponašanja, te izvijestiti ih o obvezi odgojno-obrazovne ustanove da slučaj prijavi nadležnom centru za socijalnu skrb, Uredima državne uprave u županijama (Službama za društvene djelatnosti i/ili Gradskom uredu za obrazovanje i šport Grada Zagreba), policiji ili nadležnom državnom odvjetništvu. Policija je po prijavi ili dojavi (odgojno – obrazovne ustanove, domova za skrb o djeci, centra za socijalnu skrb, djeteta, njegovog roditelja, zakonskog zastupnika ili neke treće osobe) također obvezna reagirati obvezna poslati specijaliziranog policijskog službenika za maloljetničku delinkvenciju, a iznimno drugog policijskog službenika, radi poduzimanja nužnih i neodgodivih mjera i radnji itd.:4.-6.

## Vanjske poveznice
- Paulina Križić: Virtualno nasilje među mladima  Sveučilište u Zadru, Zadar, 2017.
- Peer violence UNICEF, lipanj 2020.